# Aftermath Entertainment
Aftermath Entertainment este o casă de discuri americană fondată de producătorul și rapperul hip hop Dr. Dre. Funcționează ca o subsidiară a Interscope Records și este distribuită prin aceasta.
Contractele din prezent îi includ pe Dr. Dre, Eminem, Kendrick Lamar, Anderson. Paak, Silk Sonic și Ez Mil, iar fostele trupe includ pe 50 Cent, The Game, Busta Rhymes și multe altele.
Cântăreți din prezent

## Artiști

### Cântăreți din prezent
| Cântăreți      | Anul semnării contractului | Lansări sub marca casei de discuri |
| -------------- | -------------------------- | ---------------------------------- |
| Dr. Dre        | Fondator                   | 2                                  |
| Eminem         | 1998                       | 12                                 |
| Kendrick Lamar | 2012                       | 5                                  |
| Anderson .Paak | 2016                       | 2                                  |
| Silk Sonic     | 2021                       | 1                                  |
| Ez Mil         | 2023                       | 1                                  |

### Din trecut
| Cântăreț/Trupă   | Ani            | Lansări |
| ---------------- | -------------- | ------- |
| Group Therapy    | 1996–1997      | —       |
| The Firm         | 1996–1998      | 1       |
| RBX              | 1996–1999      | —       |
| King T           | 1996–2001      | —       |
| Dawn Robinson    | 1997–2001      | —       |
| Eve              | 1998 2004–2007 | —       |
| Hittman          | 1998–2000      | —       |
| Rakim            | 2000–2002      | —       |
| The Last Emperor | 2000–2003      | —       |
| Shaunta          | 2000–2003      | —       |
| Truth Hurts      | 2001–2003      | 1       |
| 50 Cent          | 2002–2014      | 5       |
| The Game         | 2003–2006      | 1       |
| Stat Quo         | 2003–2008      | —       |
| Busta Rhymes     | 2004–2008      | 1       |
| Dion             | 2005–2007      | —       |
| G.A.G.E.         | 2005–2007      | —       |
| Raekwon          | 2005–2008      | —       |
| Bishop Lamont    | 2005–2010      | —       |
| Joell Ortiz      | 2006–2008      | —       |
| Marsha Ambrosius | 2006–2009      | —       |
| Hayes            | 2009–2010      | —       |
| Slim the Mobster | 2009–2012      | —       |
| Jon Connor       | 2013–2019      | —       |
| Justus           | 2015–2016      | —       |

### Producători din prezent
- Dawaun Parker
- Dem Jointz
- DJ Khalil
- Erik "Blu2th" Griggs
- Focus...
- Fredwreck
- Mark Batson

### Foști producători
- Bud'da[7]
- Che Pope[8]
- Chris Taylor
- Hi-Tek
- Mel-Man
- Mike Elizondo[9]
- Scott Storch
- Taz Arnold[10][11]

## Discografie

### Albume de studio
| Artist         | Album                                                        | Detalii                                                                                            |
| -------------- | ------------------------------------------------------------ | -------------------------------------------------------------------------------------------------- |
| The Firm       | The Album                                                    | - Lansat: 21 octombrie, 1997 - Poziție în topuri muzicale: #1 U.S. - Certificare RIAA: Platinum    |
| Eminem         | The Slim Shady LP                                            | - Lansat: 23 februarie, 1999 - Poziție în topuri muzicale: #2 U.S. - Certificare RIAA: 5× Platinum |
| Dr. Dre        | 2001                                                         | - Lansat: 16 noiembrie, 1999 - Poziție în topuri muzicale: #2 U.S. - Certificare RIAA: 7× Platinum |
| Eminem         | The Marshall Mathers LP                                      | - Lansat: 23 mai, 2000 - Poziție în topuri muzicale: #1 U.S. - Certificare RIAA: Diamond           |
| Eminem         | The Eminem Show (Lansat cu Shady)                            | - Lansat: 26 mai, 2002 - Poziție în topuri muzicale: #1 U.S. - Certificare RIAA: Diamond           |
| Truth Hurts    | Truthfully Speaking                                          | - Lansat: 25 iunie, 2002 - Poziție în topuri muzicale: #5 U.S. - Certificare RIAA: —               |
| 50 Cent        | Get Rich or Die Tryin' (Lansat cu Shady)                     | - Lansat: 6 februarie, 2003 - Poziție în topuri muzicale: #1 U.S. - Certificare RIAA: 9× Platinum  |
| Eminem         | Encore (Lansat cu Shady)                                     | - Lansat: 12 noiembrie, 2004 - Poziție în topuri muzicale: #1 U.S. - Certificare RIAA: 5× Platinum |
| The Game       | The Documentary (Lansat cu G-Unit)                           | - Lansat: 18 ianuarie, 2005 - Poziție în topuri muzicale: #1 U.S. - Certificare RIAA: 2× Platinum  |
| 50 Cent        | The Massacre (Lansat cu Shady)                               | - Lansat: 3 martie, 2005 - Poziție în topuri muzicale: #1 U.S. - Certificare RIAA: 6× Platinum     |
| Busta Rhymes   | The Big Bang (Lansat cu Flipmode)                            | - Lansat: 13 iunie, 2006 - Poziție în topuri muzicale: #1 U.S. - Certificare RIAA: Gold            |
| 50 Cent        | Curtis (Lansat cu Shady)                                     | - Lansat: 11 septembrie, 2007 - Poziție în topuri muzicale: #2 U.S. - Certificare RIAA: Platinum   |
| Eminem         | Relapse (Lansat cu Shady)                                    | - Lansat: 15 mai, 2009 - Poziție în topuri muzicale: #1 U.S. - Certificare RIAA: 3× Platinum       |
| 50 Cent        | Before I Self Destruct (Lansat cu Shady)                     | - Lansat: 9 noiembrie, 2009 - Poziție în topuri muzicale: #4 U.S. - Certificare RIAA: Gold         |
| Eminem         | Recovery (Lansat cu Shady)                                   | - Lansat: 18 iunie, 2010 - Poziție în topuri muzicale: #1 U.S. - Certificare RIAA: 8× Platinum     |
| Kendrick Lamar | Good Kid, M.A.A.D City (Lansat cu Top Dawg)                  | - Lansat: 22 octombrie, 2012 - Poziție în topuri muzicale: #2 U.S. - Certificare RIAA: 3× Platinum |
| Eminem         | The Marshall Mathers LP 2 (Lansat cu Shady)                  | - Lansat: 5 noiembrie, 2013 - Poziție în topuri muzicale: #1 U.S. - Certificare RIAA: 4× Platinum  |
| Kendrick Lamar | To Pimp a Butterfly (Lansat cu Top Dawg)                     | - Lansat: 15 martie, 2015 - Poziție în topuri muzicale: #1 U.S. - Certificare RIAA: Platinum       |
| Dr. Dre        | Compton                                                      | - Lansat: 7 august, 2015 - Poziție în topuri muzicale: #2 U.S. - Certificare RIAA: Gold            |
| Kendrick Lamar | Damn (Lansat cu Top Dawg)                                    | - Lansat: 14 aprilie, 2017 - Poziție în topuri muzicale: #1 U.S. - Certificare RIAA: 3× Platinum   |
| Eminem         | Revival (Lansat cu Shady)                                    | - Lansat: 15 decembrie, 2017 - Poziție în topuri muzicale: #1 U.S. - Certificare RIAA: Platinum    |
| Eminem         | Kamikaze (Lansat cu Shady)                                   | - Lansat: 31 august, 2018 - Poziție în topuri muzicale: #1 U.S. - Certificare RIAA: Platinum       |
| Anderson .Paak | Oxnard (Lansat cu 12Tone Music)                              | - Lansat: 16 noiembrie, 2018 - Poziție în topuri muzicale: #11 U.S. - Certificare RIAA: —          |
| Anderson .Paak | Ventura (Lansat cu 12Tone Music)                             | - Lansat: April 12, 2019 - Poziție în topuri muzicale: #4 U.S. - Certificare RIAA: —               |
| Eminem         | Music to Be Murdered By (Lansat cu Shady)                    | - Lansat: January 17, 2020 - Poziție în topuri muzicale: #1 U.S. - Certificare RIAA: Platinum      |
| Silk Sonic     | An Evening with Silk Sonic (Lansat cu Atlantic)              | - Lansat: November 12, 2021 - Poziție în topuri muzicale: #2 U.S. - Certificare RIAA: Platinum     |
| Kendrick Lamar | Mr. Morale & the Big Steppers (Lansat cu Top Dawg și PGLang) | - Lansat: May 13, 2022 - Poziție în topuri muzicale: #1 U.S. - Certificare RIAA: Gold              |
| Ez Mil         | DU4LI7Y: Redux (Lansat cu Shady)                             | - Lansat: August 11, 2023 - Poziție în topuri muzicale: — - Certificare RIAA: —                    |

### Albume - compilații
| Artist          | Album                                    | Detalii                                                                                        |
| --------------- | ---------------------------------------- | ---------------------------------------------------------------------------------------------- |
| Diverși artiști | Dr. Dre Presents: The Aftermath          | - Lansat: November 26, 1996 - Poziție în topuri muzicale: #6 U.S. - Certificare RIAA: Platinum |
| Diverși artiști | The Wash                                 | - Lansat: November 6, 2001 - Poziție în topuri muzicale: #19 U.S. - Certificare RIAA: Gold     |
| Eminem          | Curtain Call: The Hits (Lansat cu Shady) | - Lansat: December 6, 2005 - Poziție în topuri muzicale: #1 U.S. - Certificare RIAA: Diamond   |
| Kendrick Lamar  | Untitled Unmastered (Lansat cu Top Dawg) | - Lansat: March 4, 2016 - Poziție în topuri muzicale: #1 U.S. - Certificare RIAA: —            |
| 50 Cent         | Best of 50 Cent (Lansat cu Shady)        | - Lansat: March 31, 2017 - Poziție în topuri muzicale: #119 U.S. - Certificare RIAA: —         |
| Diverși artiști | Black Panther (Lansat cu Top Dawg)       | - Lansat: February 9, 2018 - Poziție în topuri muzicale: #1 U.S. - Certificare RIAA: Platinum  |
| Eminem          | Curtain Call 2 (Lansat cu Shady)         | - Lansat: August 5, 2022 - Poziție în topuri muzicale: #6 U.S. - Certificare RIAA: —           |